# Xiuhui
Xiuhui (kinesiska: 绣惠镇, 绣惠) är en köping i Kina. Den ligger i provinsen Shandong, i den östra delen av landet, omkring 47 kilometer öster om provinshuvudstaden Jinan. Antalet invånare 2010 var 55 158.